# درسة مخططة

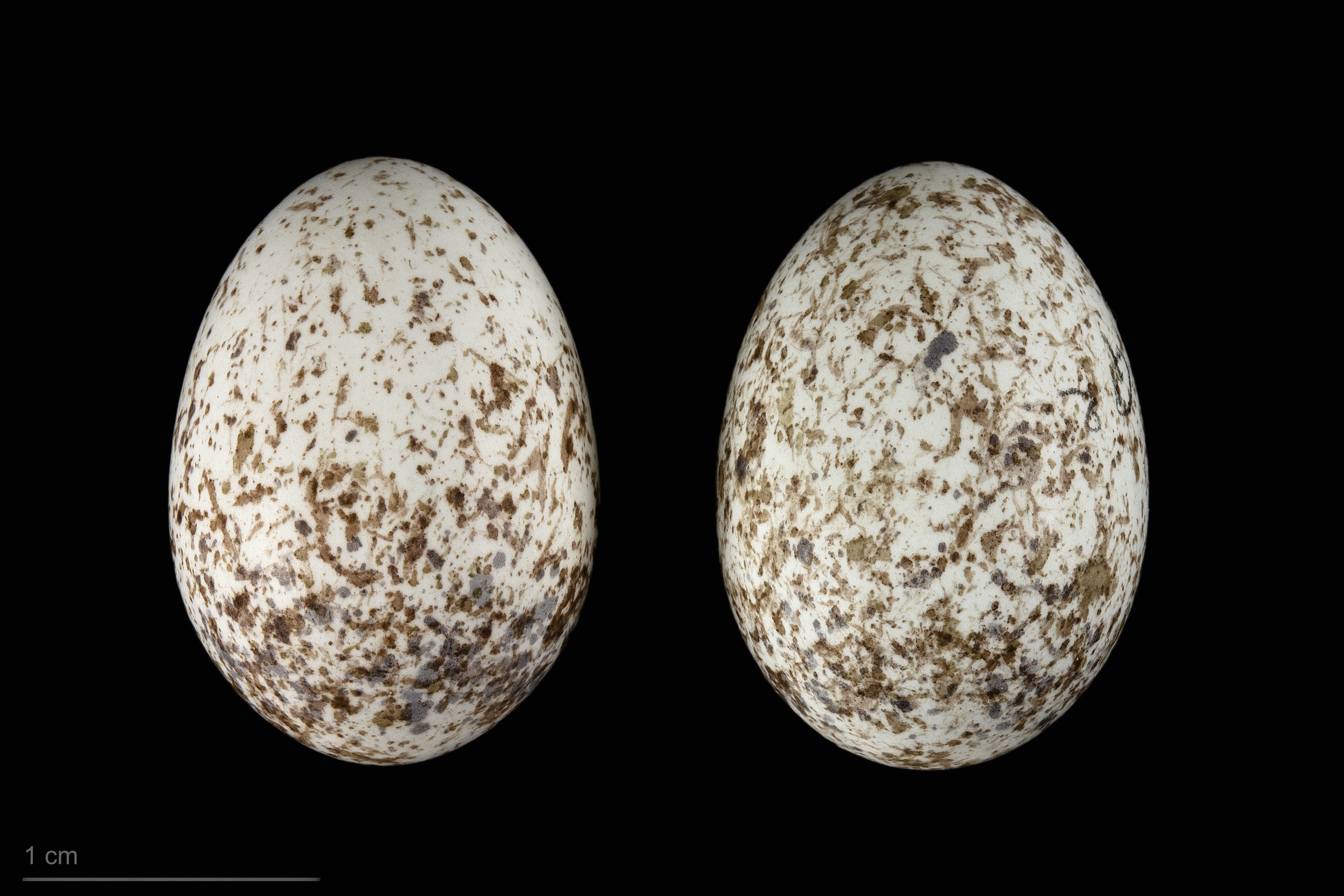
Emberiza striolata

درسة مخططة او درسة منزلية (الاسم العلمي: Emberiza striolata) (بالإنجليزية: Striolated Bunting)‏، هو طائر ينتمي إلى عنبريات (فصيلة: Emberizidae).